# ウラジロ
ウラジロ（裏白、学名：Gleichenia japonica）は、シダ植物門ウラジロ科に属するシダ。元来、シダ（歯朶）はウラジロを指すという。南日本に生育する。正月のお飾りに使われる。

## 特徴

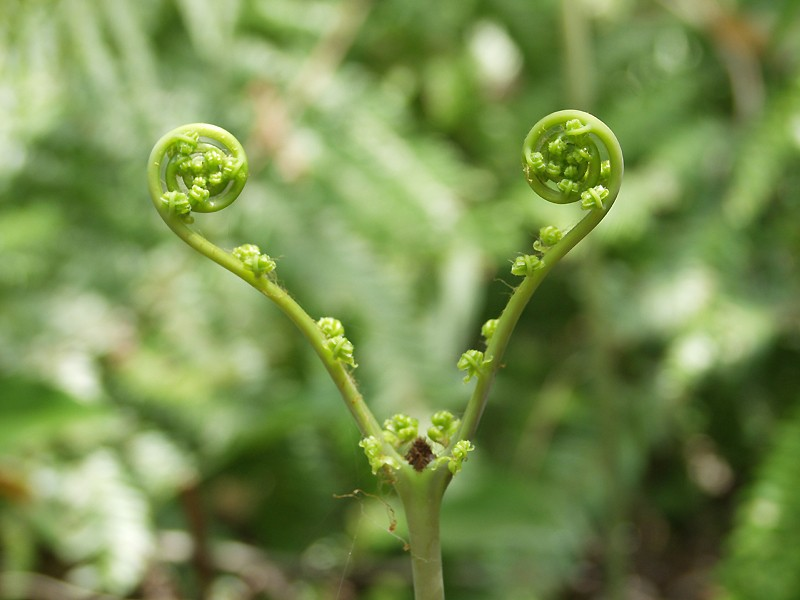
ウラジロの芽

低山地帯の林床などにみられ、ときに大群落を作る。
葉柄は硬く直立する。一年目にはその先端に渦巻きの芽が一対出る。先端の一対の葉は120°位の角度位で、葉はそれぞれ羽状に深裂する。小葉は細長い楕円形で、基部は幅広く小軸につく。胞子のう群は小葉の裏に列を成して着く。葉の表は緑色だが、ウラジロの名のとおり裏面は粉白色である。葉質は薄いが硬い。
二年目以降には、先年に出た二枚の葉の間から葉柄をさらに延ばし、その先端から新たに二枚の葉が出る。このようにして毎年葉を延ばし、葉の段が積み上がって行く。ただし、日本本土ではせいぜい三段くらいで終わる。地上から上に伸びた葉柄と、段になってつく羽片全部をまとめて一枚の葉であるが、その先端は原理上は無限に伸びることができるという。羽片の長さは本土ではせいぜい1m足らずであるが、沖縄の湿潤な場所ではさらに大きくなり、両側の羽片を合わせれば、差し渡し3mを越える。

### 葉の性質について
上では毎年出る一対になったものを「葉」と標記しているが、厳密には正しくない。それだと地上に立ち上がっている部分が茎でなければならない。しかし、実際にはこれは間違いなく葉柄であり、毎年出る部分は羽状複葉を構成する羽片である。つまり、二回羽状複葉の葉が毎年一対の羽片ずつ展開しているようなものである。ただし、大きな違いはその先端に分裂組織があって、そこで新たな羽片が作られている、という点である。
一般の維管束植物では先端成長のための分裂組織は茎と根にあって、葉には存在しない。葉は茎の成長の際にそこで完全に作られ、その後に展開するだけである。しかし、植物の器官の進化を説明する際の定説であるテローム説では、葉も茎の集まったものに由来するとされ、葉に成長点があってもおかしくない。シダ類ではこの類の他にカニクサ属でも葉の先端に成長点がある例があり、これらはシダ植物が維管束植物の古い形態を残している例とされる。

## 生息状況

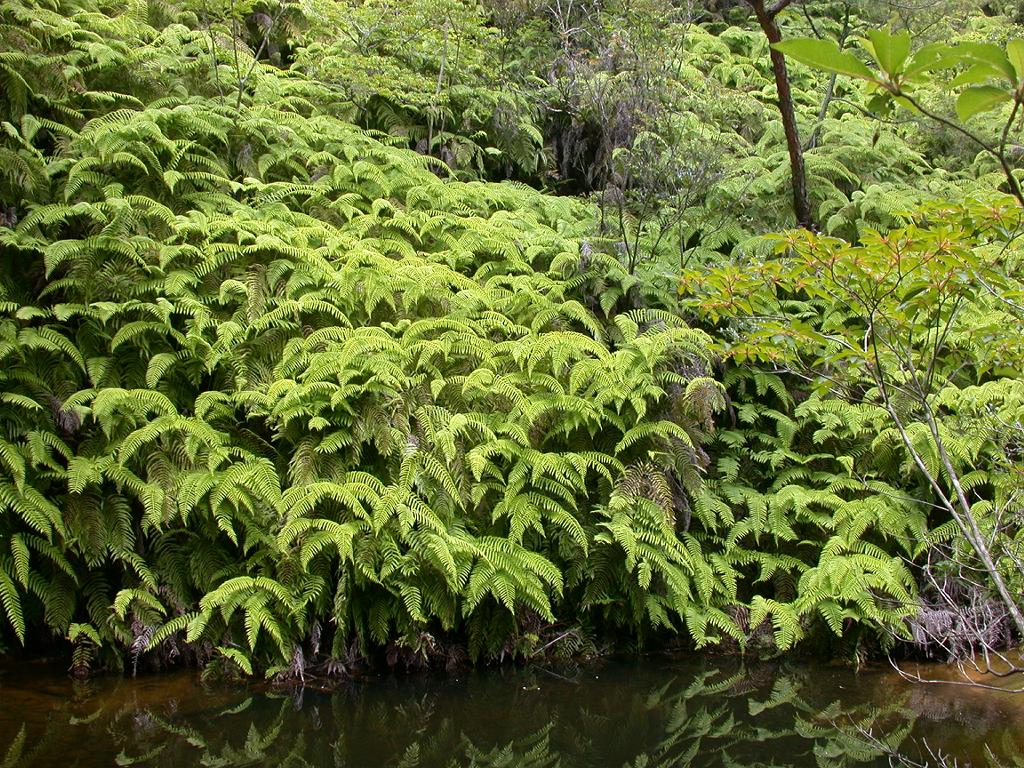
ウラジロの群落

本州中部以南に分布し、海外ではアジアの熱帯域にまで広く分布する。本州では低山の森林内や、特に疎林で日当たりのよくなったところに生え、大群落を作る。よく繁茂した場所では、葉は互いにより掛かり合って、絡み合い、高さ2mを越える純群落になる。
しかし、熱帯ではウラジロはまた異なった顔を持っている。日本ではせいぜい2m程度の高さにしかならないが、熱帯では何段にも葉を広げながら伸びて、葉で他の樹木に引っ掛かり、もたれながら伸び上がり、10mにも達する、一種のつる植物のような姿になる。

## 利用
毎年、一対の葉を重ね、葉が垂れ下がる（歯垂る、しだる）ことから長寿の縁起物とされてきた。葉の裏が白いことも白髪になるまで長生きするようにという願いを込めたものといわれる。そのため正月飾りでは注連縄やお供え餅（鏡餅）などの飾りに用いられることがある。
農家では敷物として、また枯葉を焚き付けとして用いることもある。
葉柄は硬く光沢があることから、カゴを編むなど、工芸品の材料としても用いられる。また、マツタケなど山の幸を運ぶ時に下に敷く時にも使われる。
すんなりと葉の伸びた茎を折って、茎の先に一対の羽片が着いた状態にして、高いところからそっと放すと、紙飛行機のようにして楽しむことができる。
シダ愛好家によって、ほぼすべての種類のシダについて栽培が試みられているが、ウラジロはコシダとともに、栽培が非常に難しいことが知られる。大きな株の移植は非常に困難で、ごく小型の苗から栽培するしかないと言う。

## 近縁種

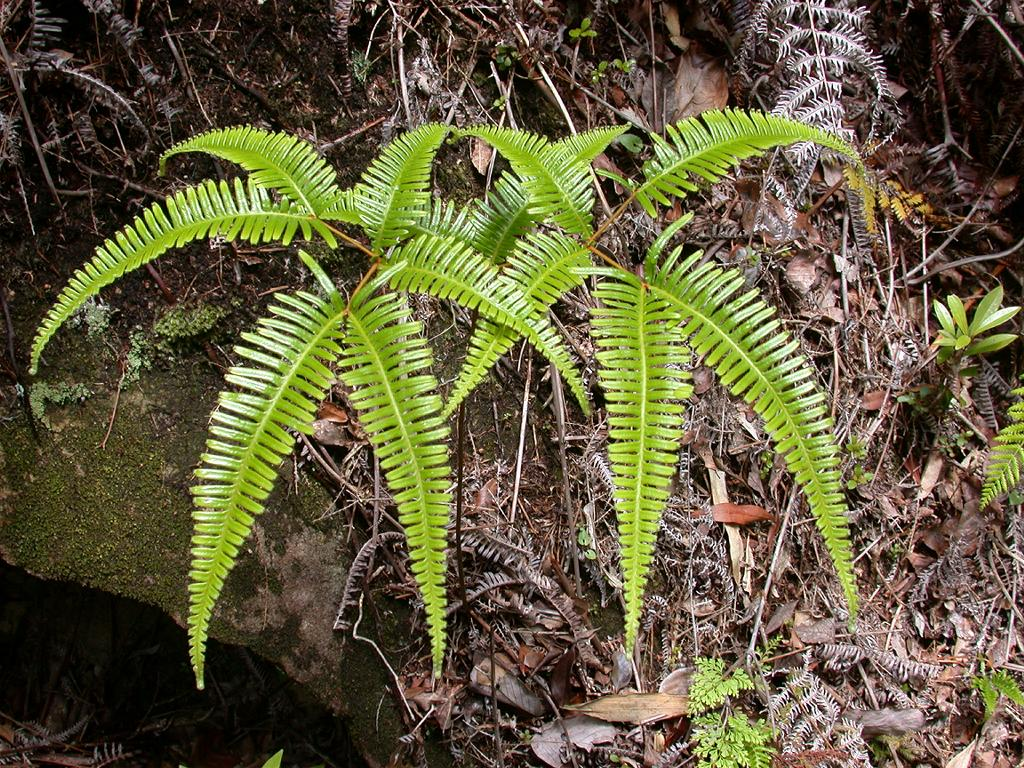
コシダの葉

カネコシダ (G.laevissima Christ) は、ウラジロに似るが葉裏が白くない。九州にまれに産し、中国やインドシナまで分布する。
コシダ (Dicranopteris linearis (Burm. fil.)) は、羽片が二又分枝を繰り返す点で大きく異なるが、性質はウラジロによく似ており、同じような場所に生える。やはり熱帯まで分布があり、アフリカのものも同種とする場合もある。茎を工芸品の材料とする点も共通である。